# 新竹平原

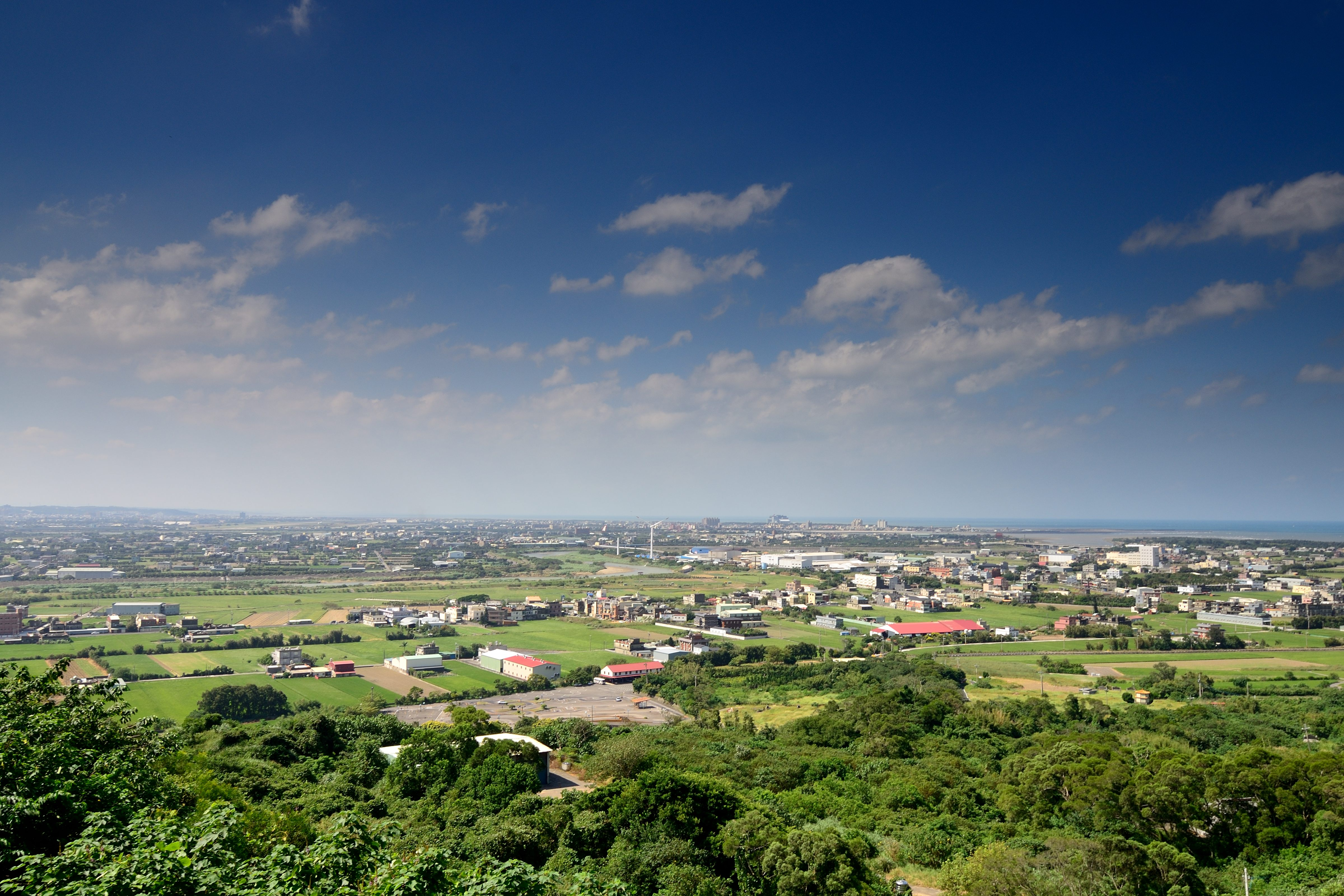

新竹平原位於臺灣西北部，新竹縣市境內，為頭前溪、客雅溪與鳳山溪三條河川沖積形成的沖積平原。平原範圍涵蓋了新竹市、竹北、芎林、竹東、橫山等部份區域，東南北三面丘陵環拱，西面臨海，北緣湖口台地和飛鳳山丘陵，南緣竹東丘陵，東西最大長度17公里，南北最大寬度7.5公里。平原地勢平緩，為主要的農業生產區域，也是聚落與工商業的所在。